# Dolany (kraj hradecki)
Dolany – wieś w Czechach Wschodnich, która się znajduje przy szosie I/33 w powiecie Náchod.

## Historia
Pierwszy dokument ze wzmianką o wsi jest z 1549 r., ale jej część Krabčice jest starsza, bo pierwszy raz była wzmiankowana już w 1385 r.
29 czerwca 1866 r. pod miejscowością Svinišťany spotkały się wojska pruskie i austriackie i stoczyły dla Prusów zwycięską bitwę.
Miejsce urodzenia Josefa Myslimíra Ludvíka, patrioty, księdza i pisarza.
W części Svinišťany urodził się Josef František Smetana, historyk i przyrodoznawca, a w Čáslavkach Josef Borůvka, czechosłowacki minister rolnictwa w 1968 r.

## Zabytki
- Kaplica z 1901 r.
- Figury religijne
- Pomniki z wojny prusko-austriackiej 1866
- Tradycyjna zabytkowa architektura wiejska